# Lista de exemplos de código Euphoria
Esta é uma lista de exemplos de Euphoria, onde vários códigos em Euphoria são colocados, para ajudar no aprendizado nessa linguagem.

## Exemplos

### Olá Mundo
```
puts
(
1
,
 
"Olá, Mundo!
\n
"
)

```

### Testando o tipo de dado
O exemplo a seguir testa o tipo de dado da variável “valor”, se é um integer (atom de valor inteiro), ou se é um atom fracionário.
```
object
 
valor
 
-- Declara a variável “valor”

valor
 
=
 
1
 
-- E atribui-lhe um valor

if
 
integer
(
valor
)
 
then
 
-- Se valor for integer

   
puts
(
1
,
 
"A variável 'valor' é um integer."
)
 
-- Lance esta mensagem

else

   
puts
(
1
,
 
"A variável 'valor' é um atom."
)
 
-- Caso contrário, lance esta

end
 
if

```

### Retornando elementos de sequences
O exemplo a seguir declara uma variável e a atribui uma sequence, com três nomes de cores diferentes. Em seguida, joga-as na tela, porém, em uma ordem diferente:
```
object
 
lista

lista
 
=
 
{
"Azul"
,
 
"Preto"
,
 
"Branco"
}
 
-- Atribui três elementos à “lista”

puts
(
1
,
 
lista
[
1
])
 
-- Põe na tela o elemento 1 de “lista” (Azul)

puts
(
1
,
 
lista
[
2
][
1
])
 
-- Põe na tela o 1º elemento do elemento 2 (P)

puts
(
1
,
 
lista
[
3
][
3..6
])
 
-- Põe na tela o 3º, 4º, 5º e 6º elemento do elemento 3 (anco)

```

A variável lista também podia ser declarada como sequence, que o programa funcionaria da mesma forma.

### Ordenando elementos de sequences
O exemplo a seguir, ordena alfabeticamente os elementos de uma sequence, de forma automática, e depois os manda à tela:
```
include
 
sort
.
e
 
-- Biblioteca necessária para a função “sort()”

object
 
lista

lista
 
=
 
{
"Azul"
,
 
"Preto"
,
 
"Branco"
}

lista
 
=
 
sort
(
lista
)
 
-- Atribui a lista, elementos de “lista”, ordenados

                    
-- “lista” agora vale a: {"Azul", "Branco", "Preto"}

puts
(
1
,
 
lista
[
1
])

puts
(
1
,
 
lista
[
2
])

puts
(
1
,
 
lista
[
3
])

```

### Atribuindo valores aleatórios
O exemplo a seguir pega um valor de uma lista, aleatoriamente, e a joga na tela:
```
object
 
lista
,
 
fortuito

lista
 
=
 
{
"Azul"
,
 
"Preto"
,
 
"Branco"
}

fortuito
 
=
 
rand
(
3
)
 
-- Gera um valor aleatório e o atribui a “fortuito”

puts
(
1
,
 
lista
[
fortuito
])
 
-- Lança à tela, um dos elementos de “lista”

```

A cada execução do código, é lançada à tela uma palavra diferente (que estejam dentro da lista).

### Esperando até que uma tecla seja pressionada
O exemplo a seguir, aguarda até que uma tecla (qualquer tecla) seja pressionada, e depois encerra o programa imediatamente:
```
puts
(
1
,
 
"Pressione qualquer tecla..."
)

while
 
get_key
()
 
=
 
-
1
 
do
 
-- Repete, até que uma tecla seja pressionada

end
 
while

abort
(
0
)
 
-- Então, encerra imediatamente o programa

```

### Manipulação de argumentos da linha de comando
Mesmo sendo uma linguagem interpretada, Euphoria pode usar e manipular argumentos da linha de comando, como se fosse uma linguagem compilada, estando em forma de código, “coberto”, ou “encadernado”. Essa característica é útil na criação de compiladores, interpretadores, e outros programas que utilizem a linha de comando, para passar comandos para o programa. Exemplo:
```
object
 
arg
,
 
cmd

cmd
 
=
 
command_line
()
 
-- Associa “cmd” a função “command_line()”

arg
 
=
 
find
(
"-r"
,
 
cmd
)
 
-- Agrega a função de procura o valor "-r" dentro

                      
-- de “cmd”, para “arg”

if
 
arg
 
<=
 
2
 
or
 
arg
 
=
 
length
(
cmd
)
 
then

   
puts
(
1
,
 
"Sem argumentos."
)

elsif
 
arg
 
>=
 
3
 
then

   
if
 
match
(
"abc"
,
 
cmd
[
arg
+
1
])
 
then
 
-- Se “cmd” contiver "-r" e "abc"…

      
puts
(
1
,
 
"Argumentos -r e abc usados."
)
 
-- …Mandará esta mensagem

   
elsif
 
match
(
"def"
,
 
cmd
[
arg
+
1
])
 
then

      
puts
(
1
,
 
"Argumentos -r e def usados."
)

   
else
 
-- Caso o argumento seja inválido, mandará estas mensagens:

      
puts
(
1
,
 
"Terceiro argumento invalido: 
\"
"
 
&
 
cmd
[
arg
+
1
]
 
&
 
"
\"
."
)

   
end
 
if

end
 
if

```

### Contando palavras
O exemplo a seguir abre um arquivo de texto, conta e diz quantos caracteres, palavras e linhas, o arquivo possui:
```
object
 
arquivo
,
 
fonte
,
 
caracteres
,
 
linhas
,
 
palavras
,
 
texto

fonte
      
=
 
""

caracteres
 
=
 
0

linhas
     
=
 
0

palavras
   
=
 
0

texto
      
=
 
""

arquivo
 
=
 
open
(
"arquivo.txt"
,
 
"r"
)
 
-- Abre o arquivo para leitura

if
 
arquivo
 
=
 
-
1
 
then
 
-- Se não conseguir abrir o arquivo

   
abort
(
1
)

end
 
if

while
 
sequence
(
fonte
)
 
do
 
-- Enquanto tiver uma linha

   
fonte
 
=
 
gets
(
arquivo
)
 
-- Põe a linha dentro de “fonte”

   
texto
 
&=
 
fonte
 
-- E o adiciona ao fim de “texto”

end
 
while

if
 
texto
[
1
]
 
!
=
 
-
1
 
then
 
-- Se houver algo na primeira linha

   
linhas
 
+=
 
1
 
-- Contar a primeira linha

   
for
 
i
 
=
 
1
 
to
 
length
(
texto
)
 
do

      
if
 
i
 
>
 
1
 
then

         
if
 
texto
[
i
]
 
=
 
' '
 
or
 
texto
[
i
]
 
=
 
'
\t
'
 
or
 
texto
[
i
]
 
=
 
'
\n
'
 
then

            
if
 
texto
[
i
-
1
]
 
!
=
 
' '
 
and
 
texto
[
i
-
1
]
 
!
=
 
'
\t
'
 
and
 
texto
[
i
-
1
]
 
!
=
 
'
\n
'
 
then

               
palavras
 
+=
 
1

            
end
 
if

         
end
 
if

         
if
 
i
 
=
 
length
(
texto
)
 
then

            
if
 
texto
[
i
-
1
]
 
!
=
 
' '
 
and
 
texto
[
i
-
1
]
 
!
=
 
'
\t
'
 
and
 
texto
[
i
-
1
]
 
!
=
 
'
\n
'
 
then

               
palavras
 
+=
 
1

            
end
 
if

         
end
 
if

      
end
 
if

      
if
 
texto
[
i
]
 
=
 
'
\n
'
 
then
 
-- Se for um marcador de nova-linha

         
linhas
 
+=
 
1

      
elsif
 
texto
[
i
]
 
!
=
 
'
\t
'
 
and
 
texto
[
i
]
 
!
=
 
' '
 
and
 
texto
[
i
]
 
!
=
 
-
1
 
then

         
caracteres
 
+=
 
1

      
end
 
if

   
end
 
for

end
 
if

if
 
linhas
 
>
 
0
 
then
 
-- Reporta quantos caracteres, palavras e linhas o arquivo possui

   
printf
(
1
,
 
"O arquivo possui %d caracteres, %d palavras e %d linhas.
\n
"
,

            
{
caracteres
,
 
palavras
,
 
linhas
})

else

   
printf
(
1
,
 
"%s"
,
 
{
"O arquivo está vazio.
\n
"
})

end
 
if

```

A expressão letras += 1 é o mesmo que letras = letras + 1. Na linha 42 desse código, %d significa que o valor será colocado na tela como inteiro decimal. Essa mesma linha poderia ser escrita de forma diferente, que funcionaria do mesmo modo:
```
printf
(
1
,
 
"%s%d%s%d%s"
,
 
{
"O arquivo possui "
,
 
caracteres
,
 
" caracteres, "
,
 
palavras
,

          
" palavras e "
,
 
linhas
,
 
" linhas."
})

```

Ou ainda:
```
puts
(
1
,
 
"O arquivo possui "
)

printf
(
1
,
 
"%d"
,
 
caracteres
)

puts
(
1
,
 
" caracteres, "
)

printf
(
1
,
 
"%d"
,
 
palavras
)

puts
(
1
,
 
" palavras e "
)

printf
(
1
,
 
"%d"
,
 
linhas
)

puts
(
1
,
 
" linhas."
)

```